# 1122年
| 千纪： | 2千纪 |
| 世纪： | 11世纪 \| 12世纪 \| 13世纪 |
| 年代： | 1090年代 \| 1100年代 \| 1110年代 \| 1120年代 \| 1130年代 \| 1140年代 \| 1150年代                                                         |
| 年份： | 1117年 \| 1118年 \| 1119年 \| 1120年 \| 1121年 \| 1122年 \| 1123年 \| 1124年 \| 1125年 \| 1126年 \| 1127年                               |
| 纪年： | 壬寅年（虎年）；辽保大二年；北宋宣和四年；西夏元德四年；金天辅六年；北辽建福元年，德兴元年；大理嘉永元年；越南天符睿武三年；日本保安三年 |

## 大事记
- 中国
  - 遼天祚帝令縊殺長子耶律敖盧斡。
  - 正月，金國攻克遼國中京大定府，遼天祚帝西逃西京大同府。
  - 四月，金國攻克遼國西京大同府，遼天祚帝北逃夾山，遼於是奚王回離保和林牙耶律大石立耶律淳為皇帝，建立北遼政權，改年號建福元年，遥降天祚皇帝为湘阴王，封妻蕭普賢女為德妃，並遣使奉表于金國，乞为附庸。
  - 6月24日——耶律淳病死，妻德妃蕭普賢女以皇太后身份攝政。
  - 7月6日——金太祖从上京出发，亲征辽国。
  - 宋軍出高陽關，越過宋遼兩國界河白溝河攻入遼地，卻被殘遼軍一擊大敗，宋徽宗下令班師。
  - 岳飞从军成为真定宣撫劉韐的部下。
  - 宋徽宗下令建造的艮岳正式落成。
  - 十二月，金國攻克北遼南京析津府。
- 歐洲
  - 9月23日——教宗嘉禮二世與神聖羅馬帝國皇帝亨利五世於沃姆斯城附近達成沃爾姆斯宗教協定，並於隨後的第一次拉特朗公會議確認，結束了教宗與神聖羅馬皇帝權力鬥爭的第一階段。

## 出生
- 2月24日——金海陵王完颜亮
- 腓特烈一世，德意志國王、神聖羅馬帝國皇帝和義大利國王。

## 逝世
- 耶律敖盧斡，遼天祚帝長子，母蕭瑟瑟。
- 蕭奉先，遼朝大臣，契丹人，天祚帝蕭元妃之兄。
- 6月24日——耶律淳，遼興宗第四子宋魏國王耶律和魯斡之子，北遼開國皇帝。